# Nedjma (roman)
 (septembre 2021).
- Si vous ne connaissez pas le sujet, laissez ce bandeau (vous pouvez alors contacter les auteurs).
- Si vous supprimez le contenu mis en cause (vous pouvez préalablement contacter les auteurs),

argumentez précisément cette suppression dans la page de discussion
(un manque de référence n'est pas un argument ; une recherche réelle de référence doit avoir été effectuée, être formellement documentée).
Pour les articles homonymes, voir Nedjma.
Nedjma est un roman de Kateb Yacine publié en 1956 aux éditions du Seuil. 
Histoire de quatre jeunes hommes (Mustapha, Lakhdar, Rachid, Mourad) dans l'Algérie coloniale qui tombent amoureux de Nedjma, fille d'un Algérien et d'une Française.

## Analyse
Ce roman s'inscrit dans un univers mythique : celui de Keblout, chef d'une tribu dont descendent les principaux protagonistes.
Sa caractéristique est d'inclure des éléments pastoraux qui peuvent être familiers à la fois aux lecteurs européens et algériens.
Tout en empruntant la forme romanesque et le français propres à la culture du colon, l'écriture la modifie selon un rythme propre à l'Algérie,.

### Nedjma, entre interstitialité, représentation et effacement de soi
La lecture de Nedjma, de par sa structure même, apparaît comme un roman complexe à aborder.
En effet dès les premières pages  cette œuvre, bien qu’écrite en français, répond à des attentes purement inhérentes au peuple algérien alors que leur pays subissait le pouvoir colonial français.
Le personnage de Nedjma donne son nom au texte, elle ne jouera qu'un rôle symbolique, permettant aux divers personnages, Lakhdar, Mustapha, Mourad et Rachid, de prendre en charge le discours et de s’octroyer une parole qui leur était jusque là, de par leur statut de colonisés, totalement confisquée.
Nedjma est un élément émancipateur, et  en replaçant l’œuvre dans son contexte, comme une représentation même de la Nation à venir, celle qui catalyse autour d’elle les points de vue mais aussi le langage même.
Cette femme, apparaissant perpétuellement comme un rêve, un personnage hybride et mystérieux, une « chimère », évoque en grande partie l’incapacité du peuple algérien à se représenter par le biais d’une identité propre.
Le personnage est ainsi  un recours pour l’auteur pour lier les notions d’interstitialité, de représentation de soi et, paradoxalement, d’effacement de soi afin de rendre le plus réel possible l’existence d’une Algérie émancipée 
L’écriture, même en ne tenant pas compte de ce qu’elle peut porter en termes de sens, est la principale façon d’exister, de se créer une tradition et de se libérer d’une emprise suprémaciste. Sur ce plan  le roman Nedjma est extrêmement prolifique en termes de narration, les registres s’entremêlent et les épisodes se superposent au rythme des points de vue engendrés par une plurivocité laissant à  penser que l’œuvre de Kateb Yacine agit comme une autobiographie collective qui serait constitutive de la création d’une nation.
Cependant comment recréer son identité nationale ?  
La solution apportée par le texte est son rapport à la temporalité. La narration, en effet, ne suit pas un cours linéaire, mais bien davantage une   temporalité reposant  sur les sensations, les souvenirs, le passage d’un épisode à l’autre se faisant non pas sur la ligne du temps mais sur celle de la conscience de soi.
Ainsi le roman s’articule sur une temporalité circulaire qui, malgré tout, semble perpétuellement se décentrer du fait de l’inévitable échec de la représentation de soi en dehors des cadres imposés.
Or, et bien que le roman se boucle sur la séparation des principaux personnages toujours en quête de sens, le roman français s’en trouve tout de même profondément subverti. La subversion du roman français s’opère selon un principe déjà énoncé par Julia Kristeva, que l'on retrouve   dans Nedjma.
Le sémiotique (en tant que représentation du rapport fusionnel à la Mère et de l’ouverture du sens) vient court-circuiter le symbole qui dans la théorie de Kristeva se réfère à la loi du Père, celle qui ordonne le langage, et donc, par extension, au colon occidental.
À cette théorie s’ajoute aussi toute une dimension œdipienne et incestueuse pouvant être rapidement raccordée à ce désir de (re)création de soi et d’identification par le retour en arrière et la recherche des souvenirs durant le passage de la culture maghrébine à la culture occidentale.
Effectivement, tous les personnages sont issus de la même tribu, « l’inceste est notre lien, notre principe de cohésion depuis l’exil du premier ancêtre » .
Enfin, la représentation de tous ces échecs, fait émerger une réelle identité, que les colons autant que les colonisés se refusent à voir dans la situation algérienne de la deuxième partie du XXe siècle à savoir «Une Algérie multiple et contradictoire, agitée des soubresauts de sa longue et violente histoire, une Algérie jeune et âgée, musulmane et païenne, savante et sauvage. À l’image d’un monde réel que l’imagerie de la guerre froide a longtemps occulté et qu’on s’étonne de retrouver aujourd’hui à feu et à sang, tel qu’en lui même ».

#### I. Parler pour exister
Le roman de Kateb Yacine apparaît comme une expérience collective, une autobiographie de groupe qui agit pour recouper les multiples identités afin de les mêler de sorte à rendre compte de la complexité du monde dans lequel évoluent les personnages principaux.
Les quatre personnages relèvent de  deux catégories, Lakhdar et Mustapha représentent le monde  paysans et leurs compagnons Mourad et Rachid celui des citadins. Si chacun a une identité propre, les barrières entre les individus sont poreuses et les font se ressembler à plusieurs reprises. S'établit ainsi  une forme de parole commune émanant des diverses couches de la société colonisée.
De plus, la fonction de narrateur traditionnel est fortement mise à mal, il disparaît très souvent au profit de la parole des personnages principaux.
La multiplication des paroles et points de vue relève totalement de la quête de sens et, bien plus encore, de la quête d’une forme de vérité, d’une représentation de la réalité algérienne laquelle ne peut s’expliquer d’un point de vue unique et omniscient.
La «mauvaise foi» du romancier qui semblait, à Jean-Paul Sartre, nécessaire à la rédaction d’une œuvre est court-circuitée, permettant de rendre compte de l’expérience collective  pour parvenir à une «véritable fiction objective dans la conduite du récit».
Le narrateur n'a plus qu'une fonction d’introduction et  de mise en situation des personnages et ce d’une manière exclusivement descriptive, sans l’enrober du lyrisme et des passions qui sont omniprésentes dans les paroles des personnages.
Au demeurant  Marc Gontard qualifie l’écriture du narrateur  d'«écriture blanche», «anonyme» à l'opposé  du narrateur-démiurge depuis longtemps intériorisé par la littérature de langue française. Si le narrateur occupe  la place d’un maître du jeu, il ne peut pour autant maitriser  les personnages qui semblent lui échapper.
La liberté de parole donnée aux personnages permet dès lors de rendre le récit extrêmement prolifique et fertile. En effet, la présence de plusieurs personnages prenant la parole et d’un narrateur opérant comme maître du jeu permet la mise en place d’une narration extrêmement complexe permettant une écriture à divers degrés. La majeure partie du roman se déroule, en effet,  sous la forme d'un monologue intérieur permettant une narration au deuxième degrés donnant accès à l’intériorité des personnages. 
Le degrés de narration se creuse encore dans la première partie du troisième grand chapitre où Mourad essaye de reconstituer les échanges qu’il a pu avoir avec Rachid,  puis davantage encore  lorsque  par la voix de Mustapha il en apprends plus sur Rachid « « De Mustapha, j’appris que Rachid était tombé dans la misère […] Il l’avait remarqué une nuit, qui déambulait sur les quais, avait tenté de lui parler, puis s’était éloigné, le type aux lunettes noires ayant tout juste répondu à son salut. À cette description j’avais reconnu Rachid» » . La narration  se complexifie encore  plus lorsque Rachid se remémore et dévoile devant Mourad, durant sa crise, les révélations qu’il obtint de Si Mokhtar lors de leur pèlerinage raté à la Mecque.
Cette surproductivité du langage qui caractérise  les accès lyriques des personnages et la multiplication des points de vue les fait se représenter  comme une  minorité opprimée au sein d’une langue majeure qui s'exprime  dans la langue des oppresseurs.   La représentation de soi dans la langue du colon porte en elle une immense valeur politique, ainsi chaque parole, chaque acte relaté  Kateb Yacine  est la revendication d’un moi minoritaire et d’un je pluriel qui tendent  à faire surgir le groupe opprimé et à le créer dans une sorte d’interstice. 
Cette interstitialité est telle que les personnages ne peuvent plus se représenter réellement comme appartenant à une nation algérienne car colonisés, mais aussi, du fait de ce statut de subalterne, non plus comme appartenant à la nation française. Le personnage de Si Mokhtar rend parfaitement compte de cette situation d’entre deux et  de blocage lorsque Rachid se remémore ses exhortations  « Tu dois songer à la destinée de ce pays d’où nous venons, qui n’est pas une province française, et qui n’a ni bey ni sultan...».
A la crise identitaire s’ajoute un déficit d'intégration. Le plus frappant à cet égard reste la manière dont est traitée la narration lorsqu’il s’agit de mettre en scène des personnages blancs, comme par exemple M. Ricard dans la première partie du roman. L’écriture se veut rigide, très descriptive, et retombe dans la narration blanche, neutre, du maître du jeu « A sept heures, M. Ricard se met au volant de son car de trente trois places. [..] Après quelques instants de mutisme, M. Ricard demande une cigarette, mine de rien.[…] M. Ricard prend la cigarette. Il rit.». 
Le fait de ne pouvoir entrer dans l’intériorité des personnages blancs relève de cette incapacité que le peuple algérien colonisé aura à se faire intégrer en tant que membres à part entière de la communauté française. De plus, le roman s’organise autour d’une boucle, à savoir « Lakhdar s’est échappé de sa cellule », rendant ainsi compte de la nécessité de libérer une parole mineure au sein d’une langue majeure, tout comme le meurtre de M. Ricard par Mourad vient introduire un désordre dans ce que Rancière appelle la police, le lieu de l’ordre et de la loi.
La police se voit d’autant plus ébranlée dans la manière dont Kateb Yacine a de traiter la structure du roman. Son caractère fragmentaire engendré par la surmultiplication des points de vue et des degrés narratifs, son commencement abrupt ne permettant pas d’identifier les personnages que l’on apprendra à connaître qu’en fonction de souvenirs, de moments déclencheurs et de symboles affirment complètement le refus de s’inscrire dans une tradition littéraire « française » basée sur la linéarité tout comme dans le prêche de la parole unique qui ne permet pas de rendre compte de la spécificité du peuple algérien.
Ce constat, et plus particulièrement  ces refus accompagnés de toute une charge politique  conduit à s’interroger sur la manière dont un individu colonisé peut récupérer son statut d’individu libre.  Kateb Yacine en rend compte  par le traitement de la temporalité tout au long de l’œuvre. Le traitement du temps ne se fait pas selon une ligne passé-présent-futur mais  sur une superposition de strates temporelles introduites par  une sorte d'écriture de l’esprit.  
Mais ce retour vers le passé ne peut se faire totalement et  les personnages se retrouvent perpétuellement dans une impasse identitaire.

#### II. Temporalité cyclique
La structure du roman suggère une parenté entre l’écriture de Kateb Yacine et celle des écrivains du Nouveau Roman . 
En refusant d’être aliéné par le discours littéraire dominant l’auteur détruit en toutes les normes du roman réaliste. En effet, la temporalité sera traitée par strates, retour en arrières puis avancements dans le temps. 
Marc Gontard est parvenu à effectuer un diagramme du récit, lequel débute au printemps 1947 pour ensuite remonter jusqu’à 1950, 1956 et repartir en 1947 pour enfin reculer jusqu’en 1924, voire 1140 lorsqu’il s’agit d’évoquer la tribu de Keblout. 
Aucun ordre n’est respecté, la temporalité est liée aux individus, et tout particulièrement à leur intériorité profonde, à la conscience que ces derniers ont d’eux-mêmes. L’effacement de l’ordre cartésien du roman se fait au profit d’une écriture métalogique qui se calque sur le vécu de la conscience et non de l’ordre établi par une loi immuable émanation directe du discours colonial.   
Ce retournement du temps sur lui même, au profit de l’affirmation de soi, permet de mettre en exergue le retour vers ce qui nous a construit quand bien même la construction des personnages repose sur la rupture, et la séparation d’une tribu qui ne peut désormais plus se reformer. 
C'est en fait une représentation du temps en ellipse dont le centre ne cesse de se déplacer et de mener à des échecs. Les personnages sont en perpétuel mouvement et ne sont rattachés à leur passé uniquement par Nedjma, figure rêvée, inatteignable et impalpable.
Mais ce constat d’échec de la représentation de soi dans le passé est un refuge l permettant comme le précise Marc Gontard d’opérer une « tentative de réappropriation par la mémoire, d’un lieu fondé et habité par l’enfance, espace intime, chaleureux, cloisonné, univers autonome où échapper aux contingences du réel, aux agressions de l’extérieur » . Car si le passé est le meilleur moyen d’exister c’est bien parce que dans leur présent les personnages de Kateb Yacine ne sont que des ombres errantes du fait de leur statut de subalternes et de représentants mineurs d’un peuple dont on a détruit les traditions.
Certains retours dans le passé, deux plus particulièrement, sont aussi constitutifs de l’état dans lequel se trouve le pays algérien au moment de l’écriture du roman et rendent compte de l’actualité et de la reproduction de schémas mise en place dans l’histoire algérienne. 
- En premier lieu l’histoire de Keblout et Jugurtha ancre les personnages dans une culture arabo-berbères en situant les racines des personnages dans une tribu du NadhoIls qui sont les premiers rifains à s’être soulevés contre les incursions coloniales des Espagnols lors de la bataille de Lehdara en 1893. Elle ouvre ainsi un autre retour dans un passé plus proche le massacre de Sétif.
- Ce thème de la déchirure, de la séparation, se reflète dans d’autres épisodes ainsi de la séparation même des quatre personnages principaux partant soit en errance soit vers les villes de leur passé. La fonction même de Nedjma qui, en suscitant le désir, éloigne les personnages et se sépare d’eux après s’être faite enlevée pour retourner au sein de la tribu.
- Ainsi la temporalité est à la fois un lieu de réconfort mais aussi un lieu de répétition des traumas, et ce non pas uniquement à l’échelle individuelle mais bien à l’échelle collective. Tout comme la prise de parole des personnages permet une collectivisation des informations et la création d’une conscience collective, les traumas subis par les individus d’un point de vue historique les construisent collectivement.
- La forme même du roman et son traitement du passé rend parfaitement compte du tremblement ontologique révélant l’époque de la fin de la colonisation de l’Algérie ainsi que la crise identitaire ayant mené à la guerre d’indépendance. Le passé se veut agir comme moteur à l’explication de la destruction du présent.
- Rachid semble est le représentant de cette destruction. Son rapport au passé, son refuge, repose sur la prise de hashish qui l’enfermera dans sa solitude au fond d’un fondouk jusqu’à perdre totalement la parole qui lui était octroyée. Rachid est l'illustration de la ruine de l’Algérie, et du peuple algérien du fait de la colonisation française. Une Algérie en quête de ses racines, tout comme le personnage de Nedjma, qui désormais peuvent être évoqués mais jamais atteintes, sauf dans le rêverie, d'autant que le rêve empêche la construction de soi.
- Chaque personnage peut apparaître comme représentation de ce passé brisé de l’Algérie. Le renouvellement de sens de cette quête introspective se voit stoppé net pour faire place a des situations végétatives ou d’errances. Le « haut lieu » des réminiscences du passé est désormais la prison dans laquelle Mourad et Lakhdar seront enfermés.

#### III. Subvertir le symbole par le sémiotique, œdipe et effacement de soi
La lecture de Nedjma laisse  entrevoir une théorie psychanalytique avancée dans un premier temps par Lacan puis développé plus tard par Julia Kristeva.  Elle met en lien le devenir du sujet et le devenir du langage car en  constatant tout au long de Nedjma, que le sujet est par essence mouvant, celui ci vient forcément remettre en cause la nature monolithique et stable du langage.  
Le personnage de Nedjma représente le désir métonymique de la nation en devenir.  Sujet désiré, qui plus est par des membres de sa tribu, Nedjma représente le tabou de l’inceste, le principal interdit. La transposition avec  la nation algérienne s'impose. Ce métissage  constitue le principal interdit tant pour les colons que les colonisés et  le désir d’atteindre ce tabou se verra mis en échec par l’enlèvement de Nedjma . 
Dans la littérature mineure la notion d’œdipe porte en elle un sens tout particulier. Deleuze et Guattari voient en la littérature de Kafka non pas un fantasme œdipien lorsque celui ci dit « épuration du conflit qui oppose pères et fils et la possibilité d'en discuter » mais bien plus un programme politique. 
Dans Nedjma le thème de l’œdipe, et de l’inceste revêtent  aussi une dimension touchant au politique :  Nedjma, en tant que représentation d’un ordre bourgeois métissé se voit déterritorialisée afin d’éviter la consommation d'une relation incestueuse laquelle pourrait aboutir  à une naissance  comparable à la création de la nation algérienne. 
En ne réglant pas le conflit opposant les différents membres de leur tribu les personnages se retrouvent donc en échec.  Seule la parole,  ce qu’elle sous-tend,  pourrait leur permettre une libération.  Les passages poétisés ou lyriques, et plus particulièrement dans les métaphores viennent illustrer ce besoin  du verbe et  la personne de Nedjma  «chimère», «apparition » ou encore «invivable consomption du zénith».
L’ouverture poétique permet aussi l’ouverture du sens. Partant de là, Kristeva remet en question la théorie lacanienne selon laquelle la culture et plus particulièrement le langage serait structuré autour de la loi du Père, ce que Lacan nomme le symbolique, qui agirait comme loi qui s’obtiendrait par la répudiation des rapports primaires au corps maternel et au refoulement des pulsions libidinales de l’enfant. Cependant cette création du symbolique, de la loi du langage lui en supprime ses significations plurielles, lesquelles rappelant la multiplicité libidinale caractéristique du rapport primaire au corps de la mère. Cependant, et nous l’avons précédemment évoqué, la littérature de Kateb Yacine, tout comme une grande partie de la littérature maghrébine de langue française, se veut en rupture avec les règles littéraires, avec la loi imposée par le Père qui, alors, est représenté par la nation colonisatrice. 
Par son métissage et l’enlèvement qu’elle subit  Nedjma agit comme un anti-Œdipe, le désir de retour à la figure maternelle voulu par les personnages s’inscrit déjà dans une dynamique (post)coloniale annihilant toute tentative de retour au lien primaire, à l’ «Âge d’or» de la tribu avant que celle-ci ne soit  dispersée en quatre groupes donc chaque personnage, Lakhdar, Mustapha, Mourad et Rachid sont désormais les symboles. 
Or ces symboles portent en eux l’ouverture engendrée par la déterritorialisation,  ouverture forcée permettant la quête de sens et sa plurivocité rendant ainsi compte de la situation des individus subalternes devant s’approprier, en même temps qu’une langue, une identité à la fois propre et collective qui  ne peut se construire sur les ruines d’un rapport fusionnel à la Mère disparue.
Le personnage maternel de Nedjma agit comme le catalyseur des personnages ; c’est elle qui confère à chacun son  pouvoir narratif et sa force de surgissement au sein de l’œuvre. et non le  père/colon. 
Nedjma est la représentation symbolique  du  passage du monde arabo-berbère à celui de l’occident, de l’industrialisation et du capitalisme exacerbé par le contexte de la guerre froide, d’où la violence ressentie par les personnages à chacune de ses  apparitions « l'apparition s’étire, en vacillant, et le commissionnaire pèse sur son siège, comme pour retenir le véhicule; dupe de l’intensité qui fait vibrer sa poitrine à la façon d’un moteur, le commissionnaire craint-il se s’envoler pour atterrir auprès d’elle »’. 
Plusieurs éléments se dégagent :
- Le désordre intérieur que produit la rencontre avec Nedjma, apparaissant comme aussi violente que les émeutes de Sétif,
- La crainte engendrée de suivre Nedjma, personnage métadiégétique, qui apparaît aux yeux de tous, occidentaux comme algérien, comme  un palliatif du non-sens qui enveloppe tant la quête de soi des individus que la création d’un présent collectif et fédérateur.
- En soi, Nedjma (et ses apparitions) agissent comme une incursion de l’autre dans la liberté du moi, un autre qui attire en même temps qu’il repousse créant ainsi une force gravitationnelle autour d’elle
- La temporalité négative et régressive du roman de Kateb Yacine devient une illustration  de cette  situation d’entre-deux du peuple algérien.
- S’approcher trop près de Nedjma comporte le risque d’en être plus violemment éloigné et de devoir trouver un palliatif de cette figure désirée. Ainsi de Rachid qui, après l’évocation de la relation incestueuse avec Nedjma et la mort de son père éprouve un besoin de retour vers la mère et sombre dans la drogue.
- De manière extrêmement schématique  c'est la représentation  d’un enfer colonial "Œdipien". Une impasse totale  se met en place,  mouvement entropique d’épuisement des individus qui, n’ayant plus de repères précis sombrent  dans l’errance  et à la quête d’un présent qui leur a été dérobé.

## Conclusion
Le roman de Kateb Yacine soulève autant de problèmes que de paradoxes. Un désir viscéral d’exister au travers d’une écriture qui se démultiplie tant sur le plan de la narration que sur celui des points de vue mais aussi  la création d’une représentation collective qui  ne peut passer que par la nécessité d’écrire et de se libérer d’une condition que l’on pourrait qualifier d’ « animale » afin de retrouver une dignité confisquée.
Cette prise de parole  doit donc  rompre avec le discours hégémonique et suprémaciste des colons, d’où un traitement différent et transgressif de la structuration du texte qui alors ne répond plus aux règles de linéarité du temps mais aussi la mise en place de portraits fixes des personnages permettant de les saisir dans leur conscience d’eux même et dans le vide sémantique qu’ils semblent représenter. 
Cette subversion de la langue et de la littérature permet une ouverture du sens, une forme d’émancipation de soi propre à un groupe  mineur au sein d’une langue majeure et oppressive. Kateb Yacine disait d’ailleurs, concernant son utilisation de la langue française que « la francophonie est une machine politique néocoloniale, qui ne fait que perpétuer notre aliénation, mais l'usage de la langue française ne signifie pas qu'on soit l'agent d'une puissance étrangère, et j'écris en français pour dire aux français que je ne suis pas français » 
Nedjma est un engagement collectif à la représentation même du no-man ’s-land  qu'est un  territoire colonisé,  en le considérant dans ses moindres plis et replis, son intériorité la plus profonde. C'est aussi une illustration des  accidents disloquant et effaçant individus et groupes condamnés à ne plus pouvoir se représenter dans leur autonomie désormais inatteignable.

## Réception
Lorsque les services de presse sont informés de la publication de Nedjma, le livre a déjà fait l'objet d'une critique éditoriale qui influencera les divers comptes-rendus journalistiques. Le succès critique est immédiat. Nedjma est perçu comme l'acte de naissance d'une littérature Algérienne de langue française.« Cette légitimation de la littérature algérienne de langue française est l'un des enjeux relatif à la compréhension sociologique du fait littéraire francophone et des rapports de domination qui le structurent ». Cette réception conduira Kateb Yacine à considérer la langue française comme le «butin de guerre» des Algériens. « La francophonie est une machine politique néocoloniale, qui ne fait que perpétuer notre aliénation, mais l'usage de la langue française ne signifie pas qu'on soit l'agent d'une puissance étrangère, et j'écris en français pour dire aux Français que je ne suis pas français », déclarait-il en 1966.
En le comparant à Gogol, Abdelatif Lââbi, auteur marocain cristallise l'impact qu'a eu Nedjma sur la littérature maghrébine. Il dira : "Nous descendons tous du manteau de Nedjma."